# Bowling for Soup
Bowling for Soup (também escrita como ¡Bowling for Soup! ou abreviada como BFS) é uma banda americana de pop punk. Formada originalmente em Wichita Falls, Texas em 1994. Agora situada em Denton, Texas, a banda é mais conhecida pelos singles "Girl All the Bad Guys Want" e “1985”, mas ambas as músicas haviam sido compostas por outros artistas:  “Girl All the Bad Guys Want” foi composta pelo produtor Butch Walker, e “1985” por Mitch Allen. Eles venderam um milhão de cópias de álbuns de estúdio e compilações de covers e trilhas sonoras de filmes/tv.
A banda mudou-se para Denton em 1996 e consiste em Jaret Reddick (vocalista, guitarra), Chris Burney (guitarra, backing vocals), Erik Chandler (baixo, backing vocals, violão), e Gary Wiseman (bateria, percussão, backing vocals). A banda é mais conhecida pelos singles "Girl All the Bad Guys Want", " 1985", " Quase", e "High School Never Ends".

## História
A banda fora formada em Wichita Falls, Texas, em 1994 com Jaret Reddick (guitarra, vocal), Erik Chandler (baixo, vocal), Chris Burney (guitarra, vocal) e Lance Morril (bateria, vocal). Morril deixou a banda em 1998 (em bons termos), e Gary Wiseman entrou em seu lugar. O nome da banda fora derivado de uma comédia de Steve Martin, denominada “Bowling For Shit”, do seu álbum de comédia de 1978, Wild and Crazy Guy, fazendo uma referência ao Bowling For Dollars. Em 1998, o grupo voltou a Denton e gravou seu primeiro cd de estúdio, denominado “Rock On Honorable Ones!!!”, pela gravadora FOROE. A banda liberou seu segundo cd “Tell Me When The Whoa!!!” através da própria FOROE, em 1999. O álbum vendeu 10,000 cópias, e prontamente a gravadora Jive Records assinou com a banda. Let's Do It For Johnny, maior debut do Bowling For Soup, foi liberado em janeiro de 2000. O álbum, na maior parte contendo regravações do seu material prévio, continha, também, contendo algumas música inéditas eu um cover de Summer Of '69, do Bryan Adams. Já cantou em várias trilhas sonoras de Animes (na versões americanas, é claro), uma bem conhecida é I Ran (Abertura Americana de Saint Seiya).

### Drunk Enough to Dance (2002)
Em 2002, a banda gravou seu último cd, Drunk Enough to Dance. O single principal do cd foi “Girls All The Bad Guys Want”, chegou ao top 10 na Inglaterra e top 100 nos US. Em 2003, o single ganhou o Grammy na categoria “melhor performance pop de banda ou dueto”. O sucesso do single ajudou o Bowling for Soup a alcançar o 2º lugar no Billboard Top Heatseekers e o 129º  lugar no Billboard 200. O single seguinte, “Emily”, não foi tão bem quanto o primeiro, e alcançou somente o 67º lugar no top singles da Inglaterra, e nem foi incluído nos Estados Unidos. Bowling for Soup decidiu, então, que um novo single deveria ser gravado, devido ao sucesso de “Girl All the Bad Guys Want”, mas sentiram que nenhuma canção do Drunk Enough To Dance serviria como um novo single. Com isso, a banda gravou uma nova música, denominada “Punk Rock 101”. A canção fora incluída na reedição do álbum Drunk Enough to Dance. O single fez mais sucesso que “Emily”, subindo ao 43º posto no top britânico. Tendo suporte do novo álbum, o grupo embarcou em uma turnê na Inglaterra, com apoio de algumas bandas inglesas.

### A Hangover You Don't Deserve (2004)
A Hangover You Don't Deserve seguiu dois anos depois, e pôs a banda no top 40. As vendas do álbum foram dirigidas, em grande parte, pelas execuções nas rádis com o single “1985”, canção escrita pela banda SR-71. Mitch Allen, líder da banda, contribuiu nos backin'vocals na canção, e também fez aparição no clipe da mesma. “1985” foi o grande hit do Bowling for Soup nos Estados Unidos, chegando a 23º posição no Billboard Hot 100. O segundo single do A Hangover You Don't Deserve, intitulado “Almost”, chegou a 100º posição no Inglaterra Singles, 46º no Estados Unidos Top 100 e 23º no Estados Unidos Pop 100. “Ohio”, mais conhecido como “Come Back To Texas”, também fora liberdao nas rádios, mas não obteve o sucesso de “1985” e “Almost”, e alcançou o modesto posto de 59º no US Pop 100.
Bowling for Soup Goes to the Movies, uma álbum compilado de covers e contribuições a trilhas sonoras de filmes, fora liberada pela banda em 2005. Mais tarde, nesse mesmo ano, Jarret Riddick e Chris Burney fizeram diversas aparições no VH1's “I Love the 90's: Part Deux.

### The Great Burrito Extortion Case (2006)
Depois da liberação do álbum de covers, o grupo passou a maior parte do ano de 2006 gravando seu sétimo álbum de estúdio, intitulado The Great Burrito Extortion Case, o qual foi liberado dia 7 de novembro de 2006. A banda liberou o primeiro single fora do álbum “High School Never Ends”, para iTunes em 19 de setembro de 2006. A versão inglesa do disco foi liberada dia 7 de fevereiro de 2007.

### The Get Happy Tours (2008)
Bowling for Soup excursionou nos Estados Unidos entre o verão e outono de 2006 com a “Get Happy Tour”. A turnê americana foi seguida por uma excursão na Inglaterra em fevereiro de 2007, coincidindo a turnê com a liberação do single “High School Never Ends”. A turnê, cujo incluíu Bowling for Soup como headliner, Wheatus, Son of Dork e Army of Freshman, foi concluída em 18 de fevereiro, no  Hammersmith Pallais em Londres.
A banda confirmou durante the Get Happy Tour que vão concretizar outra turnê inglesa em outubro, chamada Get Happy Tour 2, e estará nos Estados Unidos no fim do verão. A turnê inglesa fora confirmada com uma formação na Kerrang! Em um poster da nova exursão. A formação consiste em: Bowling for Soup, Zebrahead, Bloodhound Gang e Army of Freshmen. As datas podem ser encontradas na página da turnê no myspace. Jaret e Erik fizeram os vocais para a música "Endless Possibility", do jogo Sonic Unleashed.

## Integrantes
- Jaret Reddick - vocal, guitarra (1994–presente)
- Erik Chandler - baixo, vocal de apoio (1994–presente)
- Chris Burney - guitarra (1994–presente)
- Gary Wiseman - bateria (1998–presente)

Ex-integrante
- Lance Morrill - bateria, percussão, vocal de apoio (1994–1998)

## Discografia
- Bowling for Soup (1994)
- Cell Mates (1996)
- Rock On Honorable Ones!!! (1998)
- Tell Me When to Whoa (1999)
- Let's Do It for Johnny! (2000)
- Drunk Enough to Dance (2002)
- A Hangover You Don't Deserve (2004)
- Bowling for Soup Goes to the Movies  (2005)
- The Great Burrito Extortion Case (2006)
- Merry Flippin' Christmas (Volume 1)(2009)
- Sorry For Partyin (2009)
- Fishin' For Woos (2011)
- Bowling For Soup Presents One Big Happy! (2012)
- Lunch. Drunk. Love. (2013)

## Videografia
- Girl All The Bad Guys Want - 2002
- Emily - 2003
- Punk Rock 101 - 2003
- 1985 - 2004
- Almost - 2005
- High School Never Ends" - 2006
- Melt With You - 2006
- When We Die - 2007
- Live And Very Attractive - 2008
- My Wena - 2009
- No Hablo Ingles - 2009
- S-S-S-Saturday - 2011
- Turbulence - 2011
- Let's Go To The Pub - 2012
- Real - 2013
- Right About Now - 2013